# Maurice Jeannel
Pour les articles homonymes, voir Jeannel.
Maurice Jeannel, né le 1er février 1850 à Bordeaux et mort le 13 septembre 1918 à Paris, est un médecin français.
Il est le second fils de Julien-François Jeannel et Anne Ruelle, père de René Jeannel et aïeul de Jean-Marie Galmiche. En décembre 1876, il épouse Berthe Legay. En 17 ans de mariage ils auront neuf enfants dont six parviendront à l'âge adulte.
Il fait ses études de médecine à l’École Impériale du Service de Santé militaire, ce qui le contraint à un engagement de 10 ans dans l’armée qu’il quitte en 1880. Sa notoriété se fera en tant que praticien, enseignant spécialiste de la chirurgie abdominale puis Doyen de la Faculté de médecine de Toulouse. Ses pairs lui élèvent un buste en marbre signé Georges Vivent, dans la salle du Conseil de la Faculté en 1923 pour célébrer l'exercice de celui qui fut professeur pendant 34 ans et doyen pendant neuf ans.

## Biographie

### Études
Il est élève de la pension Bouffartigue et du Lycée de Bordeaux où il obtient son baccalauréat. Il concourt le 1er novembre 1868 à la seule école militaire de médecine, l'École Impériale de Santé Militaire de Strasbourg. Il est reçu premier du concours et termine ses études major de sa promotion en 1870.
À la capitulation de Strasbourg assiégée, il s'échappe dans un convoi de civils et rejoint la 2e armée de la Loire du général Chanzy. Il y retrouve son père Julien Jeannel.
En 1872 il entre au Val de Grâce, soutient sa thèse le 19 février 1873 et fait une année supplémentaire de perfectionnement.

### Carrière professionnelle
Il est nommé médecin aide major de 2e classe en décembre 1873 et part, comme son père, pour l’Algérie où il reste huit
mois à Milianeh puis à Tenie-Teladen.
En 1875 il est médecin au 6e R.A. du Mans muté toujours dans l’artillerie à Vincennes puis Orléans où il passe médecin de 1re Classe.
Le 1er janvier 1878 Maurice est incorporé à la Caserne des Célestins de la Garde Républicaine à l’Arsenal de Paris. Il devient alors l'élève du Pr Aristide Verneuil. C'est ce grand patron et maître qui fera sa carrière. Pendant toutes ces années de service, il collabore avec son père Julien Jeannel à la rédaction du Formulaire officinal et magistral international. C'est à Paris que naîtra son fils René Jeannel.
En décembre 1880, il a terminé son engagement de 10 ans et démissionne de l’armée.
Il pose sa plaque de médecin consultant pour quatre ans à Vendôme (Loir-et-Cher) puis postule en 1884, grâce à son maître le Pr Aristide Verneuil, comme chirurgien et enseignant à École de Médecine de Toulouse.
L'école préparatoire de médecine de Toulouse devient de plein exercice en 1887, puis faculté en 1891.
Maurice y conserve la chaire de clinique dont il fit un centre chirurgical de grande renommée et en 1909, il succède au Doyen Caubet dans la charge décanale qu'il conserve avec la confiance de tous ses collègues jusqu’à sa mort en 1918.

## Charges et reconnaissance
- Prix Pierre Nicolas Gerdy en 1880.
- Prix Laborie[7],[8] en 1889.
- Président de comité de la Société française de secours aux blessés militaires 1.04.1895 au 21.01.1912.
- Délégué régional de la Société française de secours aux blessés militaires  1.04.1895 au 21.01.191?.
- Membre correspondant de l’Académie de Médecine de 1904 à 1918[9].
- Nouveau Prix Laborie en 1910 à l’Académie de Médecine pour son ouvrage de référence la « Chirurgie de l’intestin ».
- Médaille de la Guerre de 1870-1871[4].
- Croix de Chevalier de la Légion d’Honneur en janvier 1914

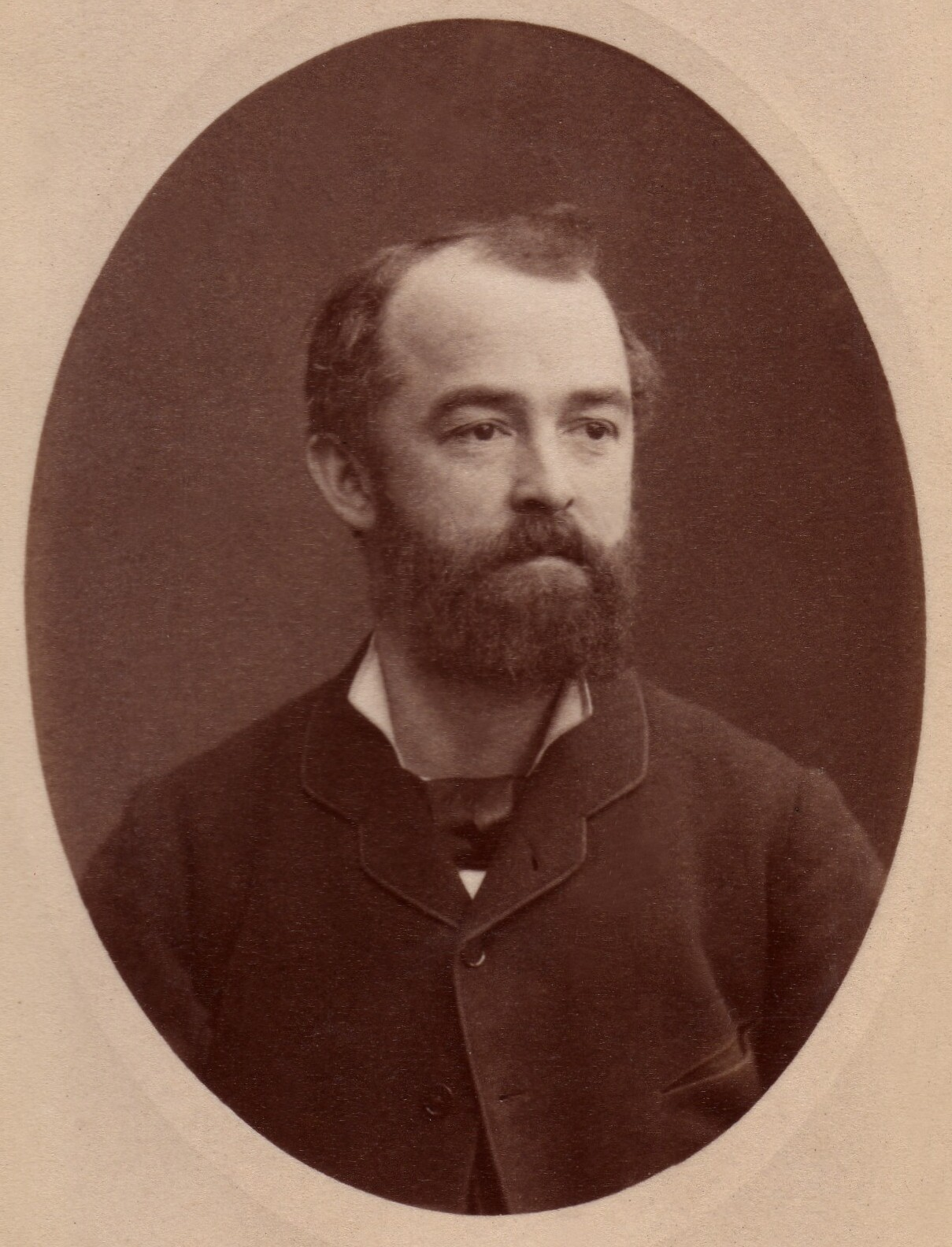
Dr Maurice Jeannel en 1881 à Vendôme
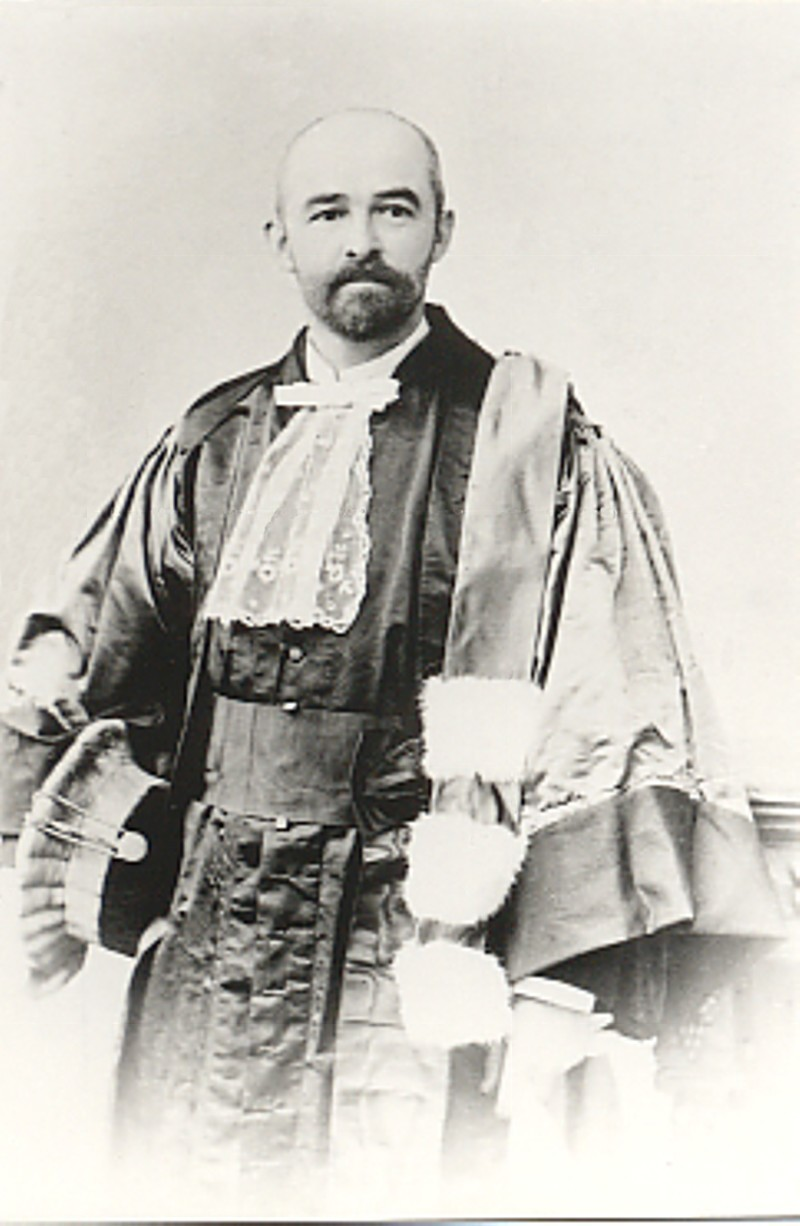
Pr Maurice Jeannel en 1892 à  Toulouse
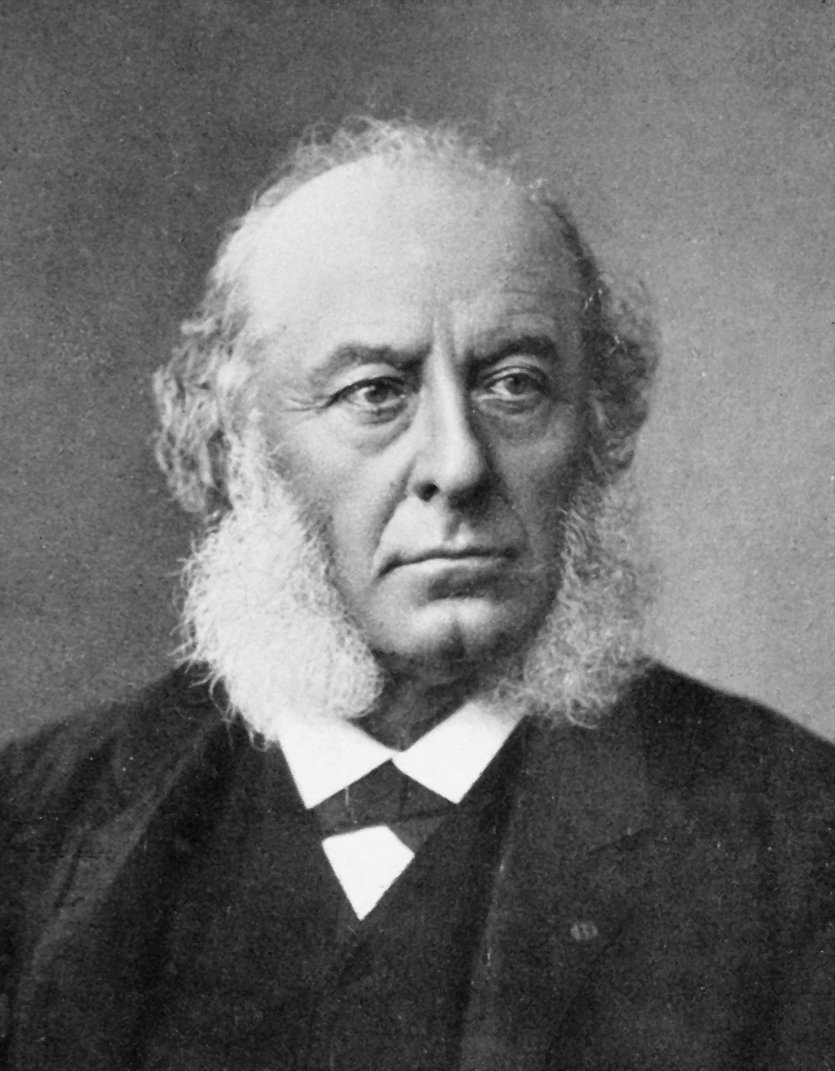
Pr Aristide Verneuil Maître de Maurice Jeannel
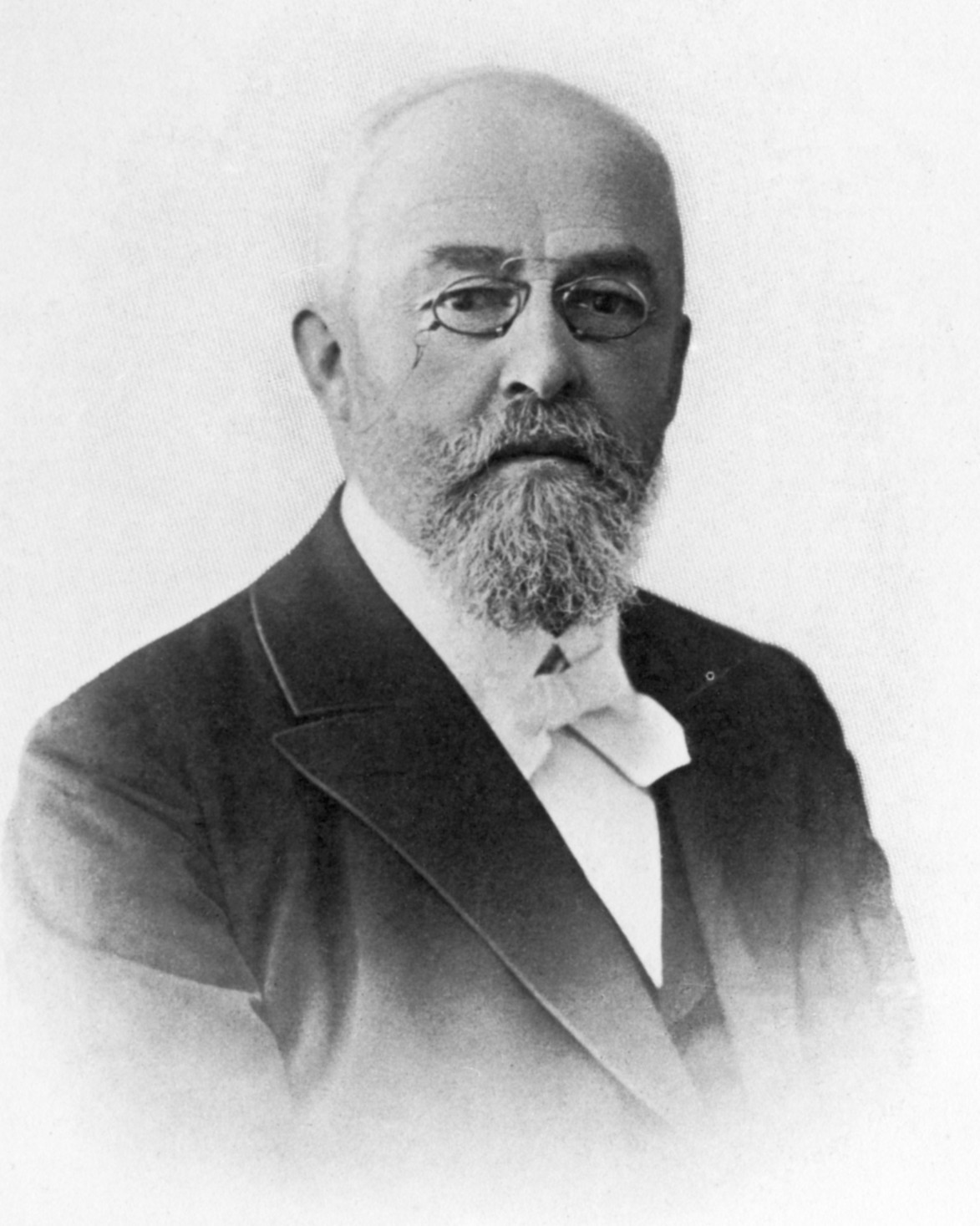
Doyen Maurice Jeannel en 1909 à Toulouse
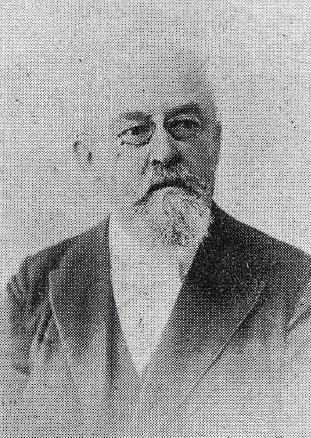
Doyen Maurice Jeannel en 1914 à Toulouse

## Publications

### Publications scientifiques chirurgicales
Plus de 120 publications scientifiques chirurgicales dont un bon quart consacré à la chirurgie abdominale où il excellait, un dixième à la chirurgie osseuse, le reste à la pathologie chirurgicale générale diverse.
Ces publications sont toutes réunies en plusieurs volumes reliés sous le nom de :
Mélanges de chirurgie. C'est un Composé de revues scientifiques chez divers éditeurs. Plusieurs milliers de pages dont voici quelques exemples :
- De la Résection diaphysaire dans le traitement de l'ostéomyélite, Paris, A. Poinat, 1909 (ASIN B001C7284Q)- De la Résection diaphysaire dans le

traitement de l'ostéomyélite.  Paris
A. Poinat, 1909.
- De la fièvre consécutive aux plaiescavitaires. Paris. 1880.
- À propos d'une observation du chondrome du calcanéum, Toulouse, 1885.
- Contribution à l'étude des tumeurs du rein infiltrées dans le mésentère, Paris. 1886.
- La Gangrène qui septicémise et la septicémie qui gangrène : Indications de l'amputation, Toulouse, Douladoure-Privat, 1886.
- Du traitement chirurgical de l'hydronéphrose, Paris, Imprimerie des Arts et Manufactures, 1890, 20p.
- Ptose rénale. Néphrorrhaphie, Toulouse, 1891
- Leçons de clinique chirurgicale faites à Hôtel-Dieu de Toulouse, Toulouse, Guinet-Oisseau, Fasc.1, 1899.
- La Hernie lombaire, Paris, Institut international de bibliographie scientifique, 1903, 137 p. (ASIN B001C7286E)
- Deux observations de kystes du pancréas 1 kyste traumatique, 2 kyste mucoïde, Toulouse, De Marquès, 1903, 15 p. (ASIN B001C77RBA).
- Considérations générales sur la tuberculose, Toulouse, JM Pinel, 1888, 12 p.
- Corps étrangers dans les parties molles, Toulouse, S.1.n.d., 13 p.

### Formulaire officinal et magistral international
En collaboration avec Julien Jeannel écriture du Formulaire officinal et magistral international bible médicale de 1044 pages.
- Julien-François Jeannel et Maurice Jeannel, Formulaire officinal et magistral international (ed 1885), Paris, Hachette livre BNF, 2014, 1044 p. (ISBN 978-2-01-353466-6)

### Traités de référence
- Arsenal du diagnostic médical, Paris, J.-B. Baillière et Fils, 1873, 232 p.Il décrit les différents instruments médicaux et chirurgicaux de son époque et leur technique d'emploi.
- L'infection purulente ou pyohémie, Paris, Baillière, 1880, 536 p. (ASIN B00JQU3KTS)Il développe dans l'intérieur de l'ouvrage un véritable petit traité de bactériologie très précis et prend résolument partie, avec quelque mérite à l'époque, pour Joseph Lister et Pasteur.